# Gladiador traci
Traci o Trece i en llatí Thraex, era el nom d'un tipus de gladiador de l'antiga Roma, que anava armat a la manera dels tracis amb escut rodó i espasa curta, anomenada pels autors llatins (concretament per Juvenal) falx supina, i també sica, destinada a mutilar la part desprotegida dels oponents. Portava també defenses de ferro, un cinturó de cuir i un casc amb un plomall lateral, una visera i una cresta metàl·lica.
Els tracis i els hoplomacs s'enfrontaven als mirmil·lons talment com els secutors i els reciaris. També de vegades els tracis s'enfrontaven amb els reciaris, encara que aquest enfrontament era menys comú.